# 打靶归来
《打靶归来》是中国大陆一首军旅歌曲。创作于1960年初中苏交恶时期。由王永泉作曲，牛宝源、王永泉作词。歌曲描写士兵打靶归来时的愉悦心情。现为中国人民解放军军事训练相关歌曲，同时也是大学军训時會學到的歌曲。

## 创作过程
1960年初，王永泉根据《部队文艺创作选》中一首牛宝源的四句短诗开始谱曲。其后王永泉对短诗做了修改，又增加数段歌词。